# Acronicta soltowensis
Acronicta soltowensis là một loài bướm đêm trong họ Noctuidae.